# Lomaspilis conflua
Lomaspilis conflua là một loài bướm đêm trong họ Geometridae.